# Durham Cathedral
Durham Cathedral er en domkirke i Durham i Nordengland, som blev bygget til ære for Skt. Cuthbert. Hans relikvier ligger i et kapel bag højalteret med indgang fra De ni altres kapel. Munken Beda nedskrev en del om Cuthberts liv, og Bedas relikvier findes i kirken.

## Byggehistorie
I 1093 begyndte biskop Wilhelm byggeriet af den nuværende kirke. Skibet og transeptet blev bygget 1093–1133, og så fulgte resten af kirken. Kapitelhuset blev bygget mellem 1133 og 1141.
Galileakapellet, hvor Bedas relikvier er opbevaret, mellem 1175 og 1189 og De ni altres kapel 1242–1274.

## Beskrivelse af kirken
Kirken er 120 m lang og blandt de største middelalderkirker i Europa. Kirken har hvælv og er et af de tidligste eksempler på systematisk brug af krydshvælv med ribber over et treetagers midterskib med arkader, triforium og klerestorie. Pilarerne veksler i størrelse med knipper af søjler, pilastre fæstet til en kerne og en cylindrisk søjle. Det gør midterskibet i Durham til et af de fineste i den romanske arkitektur.

## Galileakapellet
Galilæakapellet har fået navnet, fordi processionen ved slutningen af søndagsmessen ender her og symboliserer Jesu tilbagekomst til Galilæa efter opstandelsen. Galilæakapellet er kirkens kapel viet til Maria. De er sædvanligvis i østenden bag koret, men i Durham var fundamenterne usikre her, og væggene begyndte at gå i stykker. Det blev taget som tegn på at Skt. Cuthbert ikke ønskede kvinder nær sine relikvier, så kapellet blev flyttet til vestenden. I kapellet er der kalkmalerier fra 1300-tallet. Ved siden af alteret findes et af en biskop, som kan være Skt. Cuthbert. Han bærer en hyrdestav, for han anses som kirkens hyrde.
Kapitelhuset blev brugt under indspilningen af Harry Potter-filmene og var da klasseværelse.